# Corps de nombres p-adiques
Pour le corps des nombres p-adiques, voir nombre p-adique.
En théorie algébrique des nombres, pour un nombre premier p, un corps p-adique, ou corps de nombres p-adiques[réf. souhaitée] est une extension finie du corps {\displaystyle \mathbb {Q} _{p}} des nombres p-adiques (de même qu'un corps de nombres algébriques est une extension finie du corps des nombres rationnels).
Les corps p-adiques sont des exemples classiques de corps locaux.
Les objets arithmétiques étudiés dans ces corps sont souvent les mêmes que dans le cas des corps de nombres algébriques : ramification des idéaux premiers, par exemple, ou, à un niveau plus élevé, théorie des corps de classes.
Bien que ces corps soient d'une définition plus abstraite que les corps de nombres algébriques, leur étude arithmétique est nettement plus simple, quoique non complète à ce jour[Lequel ?] (conjecture de Fontaine-Mazur, par exemple).

## Note et référence
1. ↑  Jean-Pierre Serre, Cohomologie galoisienne [détail des éditions], p. 100